# Myrilla obscura
Myrilla obscura är en insektsart som beskrevs av William Lucas Distant 1888. Myrilla obscura ingår i släktet Myrilla och familjen lyktstritar. Inga underarter finns listade i Catalogue of Life.